# Hugh Edwin Munroe
Pour les articles homonymes, voir Munroe.
Hugh Edwin Munroe, personnalité politique canadienne, fut Lieutenant-gouverneur de la province de la Saskatchewan de 1931 à 1936.